# مالوشویکا
مالوشویکا (انگلیسی: Maloshuyka) یک شهرک در بخش اونژسکی استان آرخانگلسک کشور روسیه است.